# Calyptommatus sinebrachiatus
Espèce
Calyptommatus sinebrachiatus est une espèce de sauriens de la famille des Gymnophthalmidae.

## Répartition
Cette espèce est endémique de l'État de Bahia du Brésil. Elle a été découverte à Santo Inácio.

## Publication originale
- Rodrigues, 1991 : Herpetofauna das dunas interiores do rio São Francisco, Bahia, Brasil. 1. Introdução à área e descrição de um novo gênero de microteiídeos (Calyptommatus) com notas sobre sua ecologia, distribuição e especiação (Sauria, Teiidae). Papéis Avulsos de Zoologia (São Paulo), vol. 37, no 19, p. 285-320.